# Suvad Katana
Suvad Katana (Delijaš, 6 aprile 1969 – Sarajevo, 8 gennaio 2005) è stato un calciatore bosniaco, di ruolo difensore.
Si ritirò nel 2004 a causa di molti infortuni. Nel 2005 morì di infarto.